# Willkommenskultur

Culture de l'accueil (en allemand : Willkommenskultur [vɪlˈkɔmənskʊlˌtuːɐ̯]) désigne tout d'abord une attitude positive des politiciens, des entreprises, des institutions chargées de l'éducation, des clubs sportifs et d'autres institutions à l'égard des étrangers, en particulier à l'égard des migrants. Le terme exprime aussi la volonté d'accueillir, d'accepter et de ne pas exposer à la discrimination les migrants. L'expression culture de l'accueil signifie toutes les mesures positives prises à l'égard des migrants,,,,.
En décembre 2015, l'équivalent allemand Willkommenskultur a été élu "Mot de l'Année" en Autriche.

## Perspectives étrangères
Le quotidien britannique The Guardian distingue deux significations du terme.
À l'origine, le terme a été employé pour attirer des étrangers vers l'Allemagne afin de compenser l'énorme pénurie de travailleurs qualifiés, en particulier dans les régions peu peuplées de l'Allemagne.
Depuis le début de la crise migratoire en Europe, le terme a été utilisé pour promouvoir l'assistance pour les centaines de milliers de réfugiés  qui arrivaient en Allemagne. Ils ont été reçus par des pancartes "réfugiés bienvenue" et ont pu bénéficier d'aide de toute nature.

Traductions du mot "bienvenue".

Le quotidien Libération ajoute que l'expression "culture de l'accueil" a été créé à l'origine il y a des décennies dans l'industrie du tourisme. 